# Serengeti darf nicht sterben
Serengeti darf nicht sterben ist eine deutsche Kinodokumentation von Michael Grzimek und dessen Vater Bernhard aus dem Jahr 1959.

## Handlung
Der Film erzählt von den Anfängen des Serengeti-Nationalparks in Tansania. Ende der 1950er Jahre wollte die tansanische Nationalparkverwaltung das Schutzgebiet um den Ngorongoro-Krater einzäunen. Bernhard und Michael Grzimek wurden 1957 von der Nationalparkverwaltung eingeladen, um sich ein genaues Bild über die Tierwanderungen zu machen und der Nationalparkverwaltung die Werte zu liefern, die sie für ihr Vorhaben brauchte. Die Grzimeks fanden mit einem neuen Zählverfahren mit zwei Flugzeugen heraus, dass die Wanderungen der Herden anders verliefen als angenommen.

## Hintergrund
Seit Mitte der 1940er Jahre schwelte der Konflikt, als die Massai aufgrund des Bevölkerungswachstums anfingen, ihre Herden auch auf der Zentralebene und im Ngorongoro-Krater weiden zu lassen. Tanganjikas Regierung ordnete das Verlassen an, was aber von den Massai ignoriert wurde. Deshalb beschloss Tanganjika 1956 aufgrund des Drucks der Unabhängigkeitsbewegung, den Wildtieren und jeder Bevölkerungsgruppe der Serengeti ein eigenes Gebiet zuzuweisen. Der Park sollte auf Basis der Forschungsarbeiten von William Pearsall aufgeteilt werden, wobei der Ostteil der Serengetisteppe abgetrennt und den Massai überlassen werden sollte. Damit hätte sich die Parkgröße von 4500 auf 2000 Quadratmeilen verkleinert.  Die Grzimeks boten an, Teile der Serengeti mit den Erlösen aus Buch und Film Kein Platz für wilde Tiere aufzukaufen. Die britische Verwaltung lehnte dieses ab. Der Direktor des Nationalparks, Peter Molloy, lud aber im Gegenzug die Grzimeks ein, die Serengeti zu untersuchen.
Diese übersahen beim Zählen zwar die großen Herden im Norden der Serengeti und ihr wichtiges Trockenzeitweideland, trotzdem kamen sie auf Grund der Herdenbewegungen zur Erkenntnis, dass der Park zu klein werden und die Wanderungen zerstören würde. Michael Grzimek kam während der Dreharbeiten bei einem Flugzeugabsturz ums Leben, als ein Geier gegen die Tragfläche seines Flugzeugs prallte und dieses daraufhin abstürzte.
Die Ergebnisse der Grzimeks wollte die Kolonialverwaltung nicht mehr abwarten und beschloss kurz vor Michael Grzimeks Tod, dass wie geplant die nördlichen Ebenen zum Serengeti-Nationalpark hinzugefügt werden sollten. Den Massai sollte die Ngorongoro Conservation Area (NCA) von der Regierung als Kompensation angeboten und zugleich zum Wildschutzgebiet erklärt werden, in dem sie auch ihr Vieh weiden lassen dürfen.
Grzimeks anschließende Kampagnen zur Rettung der Wildtiere in „seinem“ Nationalpark  sollen auf Manipulation der Gefühle und Erwartungen der Öffentlichkeit in Europa und der Politiker in Afrika gegründet haben. Die Serengeti bot mehr als 2500 Jahre Raum für Wildtiere und Landwirtschaft zugleich. Tansania verbannte jedoch schließlich 1975 die gesamte Agrarkultur aus dem Ngorongoro.
Der Film war der internationale Höhepunkt für Bernhard Grzimek bei Wissenschaftlern und Filmkritikern.  Als Lohn gab es 1960 einen Oscar für den besten Dokumentarfilm.

## Dreh- und Forschungsarbeiten
Michael Grzimek verbrachte von Dezember 1957 bis zu seinem Tod am 10. Januar 1959 (außer Februar, Juni und November 1958) in der Serengeti mit seiner Forschungsarbeit, die die Grundlage zu seiner Doktorarbeit werden sollte. Seine Arbeiten waren bis zu seinem Tod weitestgehend abgeschlossen. Sein Vater, der ihn die meiste Zeit begleitet hatte, erstellte aus den Aufnahmen seines Sohnes den Film und fasste die wissenschaftliche Arbeit zusammen.

## Konflikt mit der Filmbewertungsstelle
Damit Serengeti darf nicht sterben überhaupt eine Chance bekam, in den Kinos mit wirtschaftlichem Erfolg gezeigt zu werden, benötigte der Dokumentarfilm für den entsprechenden Nachlass der Vergnügungsteuer das Prädikat wertvoll oder besonders wertvoll. Bernhard Grzimek legte das fertig geschnittene Werk daher der dafür zuständigen Filmbewertungsstelle Wiesbaden (FBW) vor. Nach ihrer Prüfung hatte diese nicht etwa dagegen Bedenken, dass in einer Szene unbekleidete junge Frauen recht freizügig beim Baden gezeigt werden, sondern sie wollte das Prädikat wertvoll nur dann vergeben, wenn Grzimek zwei Textstellen in seinem Film streichen würde. Die eine betraf den Satz „Löwen töten ihre eigenen Artgenossen nicht, daher wäre es um Menschen besser gestellt, wenn sie sich wie Löwen benähmen“ und die zweite folgende – berühmt gewordene – Passage am Ende des Films:
„Diese letzten Reste des afrikanischen Tierlebens sind ein kultureller Gemeinbesitz der ganzen Menschheit, genau wie unsere Kathedralen, wie die antiken Bauten, wie die Akropolis, der Petersdom und der Louvre in Paris. Vor einigen Jahrhunderten hat man noch die römischen Tempel abgebrochen, um aus den Quadern Bürgerhäuser zu bauen. Würde heute eine Regierung, gleich welchen Systems, es wagen, die Akropolis in Athen abzureißen, um Wohnungen zu bauen, dann würde ein Aufschrei der Empörung durch die ganze zivilisierte Menschheit gehen. Genau so wenig dürfen schwarze oder weiße Menschen diese letzten lebenden Kulturschätze Afrikas antasten. Gott machte seine Erde den Menschen untertan, aber nicht, damit er sein Werk völlig vernichte.“
Mit derartigen Vergleichen werde, wenn auch in bester Absicht, „eine unerlaubte Gleichsetzung“ hergestellt, so die Begründung der FBW. Grzimek war empört und weigerte sich, seinen Film entsprechend zu bearbeiten. In einem Brief an die Behörde führte er zur Begründung unter anderem aus:
„Menschliche Kunstwerke können immer wieder neu geschaffen werden, während eine Tierart nie wieder neu erstehen kann, wenn sie einmal ausgerottet worden ist. Die Hersteller des Filmes sehen es als sittliche und kulturelle Verpflichtung an, sich ebenso für den Schutz der letzten und großartigen Reste afrikanischer Natur einzusetzen wie für die Erhaltung europäischer Kulturbauten. Dieser Satz stellt überhaupt den Sinn und die Arbeit dieses Filmes dar.“
Grzimek sah durch das FBW-Vorgehen das Grundrecht der freien Meinungsäußerung verletzt, hielt das nichtöffentliche und undurchschaubare Bewertungsverfahren gar für verfassungswidrig. Auch nachdem die FBW einlenkte und das Prädikat „wertvoll“ ohne Auflagen erteilte, war für Grzimek die Sache nicht erledigt. Laut seiner Autobiografie Auf den Mensch gekommen sagte er in einer öffentlichen Erklärung, dass er in Deutschland nie wieder einen Kinofilm drehen würde, „solange ich mich damit der Zensur einer geheim gehaltenen Gruppe von Menschen unterwerfen muß“. Grzimeks Äußerung sorgte in der Folge für eine ausführliche Debatte in der Presse, was den öffentlichen Blick auf die Bewertungspraxis der Wiesbadener Behörde schärfte. [alle hier angeführten Zitate aus der Autobiografie und dem Film]

## Das Buch
Während der Dreharbeiten schrieb Michael Grzimek das Manuskript für das Buch Serengeti darf nicht sterben. 367.000 Tiere suchen einen Staat. Nach seinem Tod setzte sein Vater Bernhard Grzimek die Arbeit fort und vollendete das Buch. Es erschien 1959 erstmals im Ullstein Verlag und entwickelte sich rasch zu einem Bestseller, der über die Jahre hin immer wieder neu aufgelegt wurde (zuletzt 2009). Bis 1978 erreichte allein die deutsche Gesamtauflage die Marke von 835.000 Exemplaren. Dazu kamen Übersetzungen in mehr als 20 Sprachen, so dass das Sachbuch auch international weite Verbreitung fand.

## Auszeichnungen
- 1960: Oscar für die beste Dokumentation[3]
- 1960: Bundesfilmpreis – Filmband in Silber: Außergewöhnliche Dokumentation

## Kritiken
- Der zweite abendfüllende Afrikafilm [...] dient dem Vorhaben, der von der Industrialisierung Afrikas bedrohten Tierwelt eine Heimstätte in einem großen Serengeti-Naturpark zu schaffen. [...] Der etwas betulich geratene Kultur-Film ist nicht nur der bedrohten Tierwelt gewidmet, sondern auch dem bei den Dreharbeiten tödlich verunglückten Michael Grzimek. – Der Spiegel, 15. Juli 1959

- Von großem Informationswert und teilweise recht spannend. – Lexikon des internationalen Films (CD-ROM-Ausgabe), Systhema, München 1997

- […] Mit ebenso viel Herzenswärme wie Sachverstand wird das erzählt und die tief empfundene Passion der Grzimeks für das Schicksal nicht nur der Tiere, sondern des Landes und auch der in ihm lebenden Menschen teilt sich in jedem Bild mit. Inzwischen ist der Film, was man gemeinhin „Kult“ nennt, ein Knüller heute schon deshalb, weil er so hübsch angestaubt daherkommt. Der Titel prangt in den reißerischen Lettern eines Horrorfilms der 50er, die Musik von Wolfgang Zeller rührt in herzzerreißender Streicherpathetik zu Tränen. Es passt aber zusammen und funktioniert heute wie damals. – Katharina Kleppe in einer Besprechung der DVD-Edition am 7. September 2005 bei 3sat.de

## DVD-Veröffentlichung
- Serengeti darf nicht sterben und Kein Platz für wilde Tiere. Universal Family Entertainment 2004